# Eugene A. Chappie
Eugene Albert Chappie (28 de marzo de 1920 – 31 de mayo de 1992) fue un político estadounidense. Entre 1981 y 1987 fue senador por el estado de California. Militó en el Partido Republicano.

## Biografía

### Servicio militar
Chappie nació en Sacramento, California. Antes de alcanzar la senaduría sirvió como capitán en el Ejército durante la Segunda Guerra Mundial, y la guerra de Corea. Su posición de capitán le proporcionó un credibilidad, algo que posteriormente le repercutiría positivamente al lanzar su carrera política. Tras dejar el Ejército en 1959, desempeñó el cargo de «Supervisor del Condado El Dorado». En 1964 Chappie fue elegido por cuatro años para la Asamblea Estatal de California.

### Carrera política
En 1980 se postuló para el Congreso, y ganó el primero de su tres mandatos. En esa elección, Chappie venció a Harold T. "Biz" Johnson. Se retiró por problemas de salud en 1987 y falleció el 31 de mayo de 1992. Chappie era conocido por su postura a favor de aumentar el gasto en carreteras federales.